# Отто фон Шуберт
Отто Шуберт, з 1908 року — фон Шуберт (нім. Otto von Schubert; 30 березня 1886 — 1971) — німецький офіцер-підводник, капітан-лейтенант кайзерліхмаріне.

## Біографія
6 квітня 1904 року вступив на флот. Учасник Першої світової війни. З 11 липня по 1 серпня 1917 року — командир підводного човна SM U-24, з 22 листопада по 10 грудня 1917 року — SM U-110. 11 листопада 1919 року звільнений у відставку.

## Звання
- Морський кадет (6 квітня 1904)
- Фенріх-цур-зее (11 квітня 1905)
- Лейтенант-цур-зее (28 вересня 1907)
- Оберлейтенант-цур-зее (10 квітня 1909)
- Капітан-лейтенант (17 жовтня 1915)

## Нагороди
- Князівський орден дому Гогенцоллернів, почесний хрест 3-го класу
- Залізний хрест 2-го і 1-го класу